# William Caxton

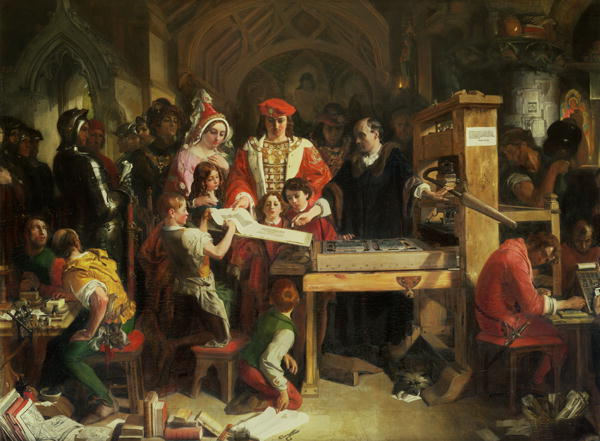
Caxton ukazuje své dílo královi Eduardu IV. a královně Alžbětě

William Caxton (asi 1415~1422 – asi březen 1492) byl anglický obchodník, diplomat, spisovatel a tiskař. Do dějin Anglie se zapsal především jako první anglický knihtiskař. Roku 1473 vytiskl první tištěnou knihu v Británii: The recuyell of the historyes of Troye. Roku 2002 byl díky tomu zvolen 68. největším Britem všech dob.